# Eucharis schmiedeknechti
Eucharis schmiedeknechti är en stekelart som beskrevs av Ruschka 1924. Eucharis schmiedeknechti ingår i släktet Eucharis och familjen Eucharitidae. Inga underarter finns listade i Catalogue of Life.